# Fayaz-Tepa

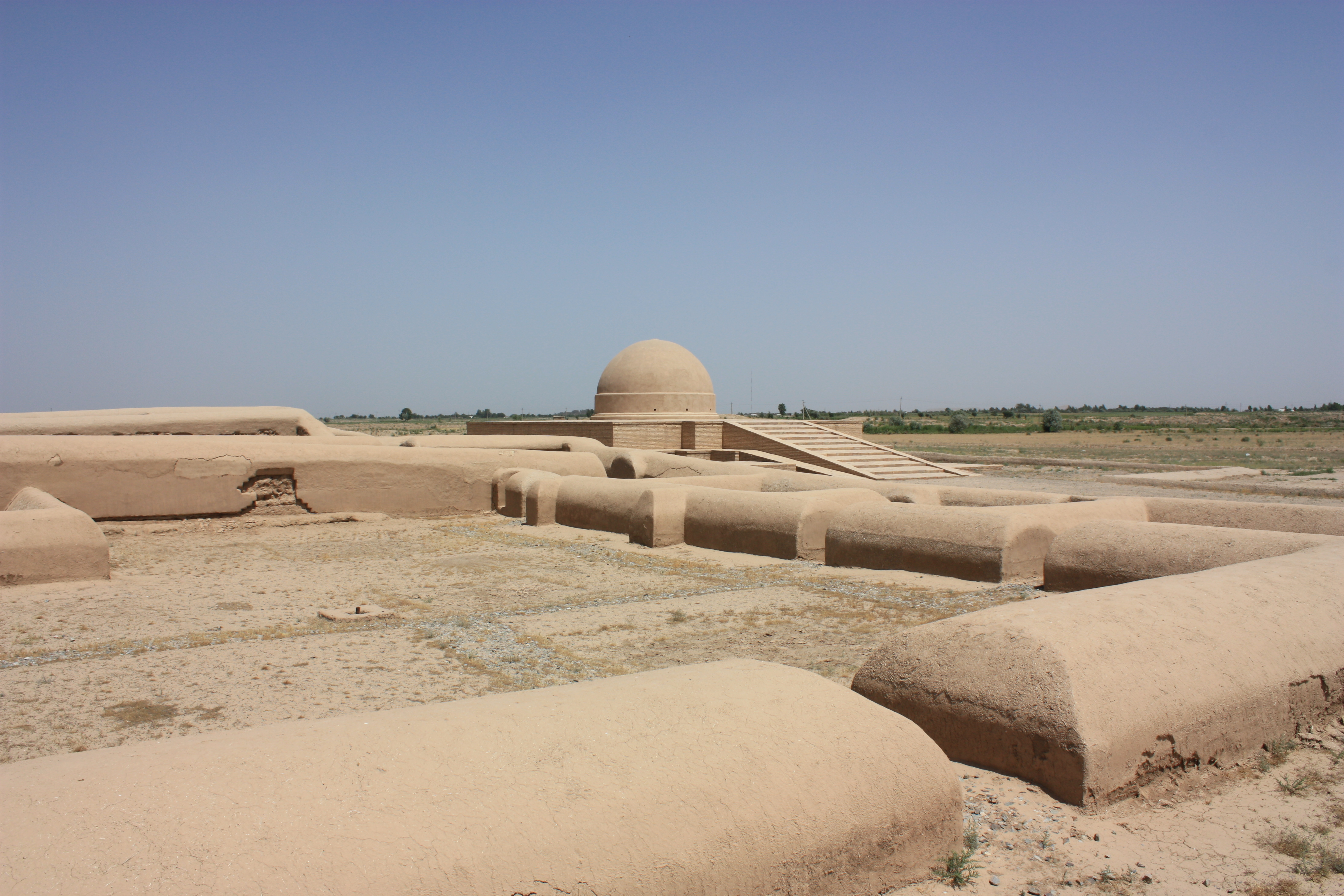
Konservierte und teils rekonstruierte Teile des Klosters

Fayaz-Tepa war ein buddhistisches Kloster auf einem Hügel nahe der Stadt Termiz im heutigen Usbekistan.

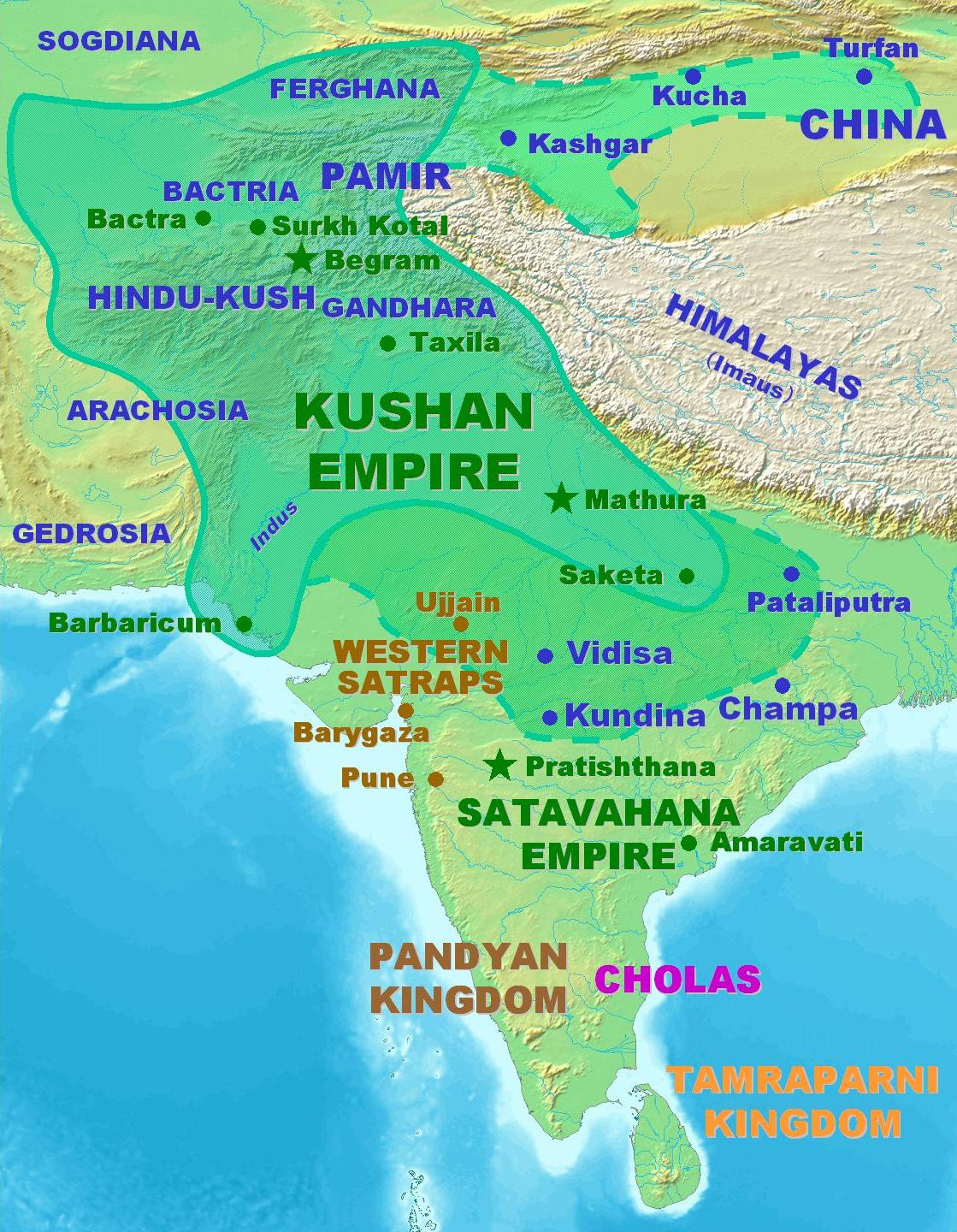
Karte des Reiches Kuschana

Koordinaten: 37° 17′ 10″ N, 67° 11′ 16,9″ O

## Geschichte
Die Anlage aus dem 1. Jahrhundert zählte zu den Zentren buddhistischer Kultur des Reiches Kuschana in Zentralasien. Nachdem die Sassaniden im 3. Jahrhundert Kuschana erobert hatten, endete die Phase der buddhistischen Vorherrschaft in der Region und die ehemaligen religiösen Zentren verloren an Bedeutung.
Im Jahr 1963 entdeckte der Archäologe L. Albaum den Gebäudekomplex während seiner Forschungen an der ca. 1 km entfernten vergleichbaren buddhistischen Anlage Kara Tepe (Kloster). Von 2000 bis 2004 wurden im Rahmen eines von Japan finanzierten Projekts die Mauern vor weiterer Erosion geschützt und Besuchereinrichtungen erbaut. Die Kosten beliefen sich auf circa 700.000 US-Dollar.

## Architektur
Die Anlage ist 34 Meter lang und 113 Meter breit und lässt sich in drei Bereiche einteilen, die jeweils eine ähnlich große Fläche umfassen: Einen Wohnbereich, einen Koch- und Essbereich sowie die religiösen Gebäude des Komplexes. Basierend auf der Größe der Anlage wird davon ausgegangen, dass nicht mehr als 20 Mönche dauerhaft in Fayaz-Tepa lebten. Das auffälligste Gebäude der Anlage ist eine 10 Meter hohe Stupa aus dem 1. Jahrhundert. Illustrationen an den religiösen Gebäuden zeigen eine Vielzahl von Buddha-Darstellungen. Auch einige buddhistische Skulpturen aus dem 1. bis 3. Jahrhundert sind erhalten. Eine davon – Buddha unter dem Bodhi-Baum mit zwei Mönchen auf seiner Hand – ist heute im Historischen Museum Usbekistans aufgestellt. Zudem fanden sich in der Anlage Münzen und Fragmente von Keramiken mit Inschriften in der Kharoshthi-Schrift und der Brahmi-Schrift. Nahe der Anlage wurde ein Fundament für ein weiteres Gebäude entdeckt, das nie fertiggestellt wurde.
In der Nähe der Stadt Termiz lagen mit Kara-Tepa und Surmala vergleichbare buddhistische Anlagen.